# Georg Kaspar Nagler
Pour les articles homonymes, voir Nagler.
Georg Kaspar Nagler, né le 6 janvier 1801 à Obersüßbach et mort le 20 janvier 1866 à Munich, est un historien de l'art.

## Biographie
Georg Kaspar Nagler est né le 6 janvier 1801 à Obersüßbach.
Il est l'auteur de deux œuvres majeures de référence, Neues allgemeines Künster-Lexicon (Nouveau Dictionnaire général des artistes, 22 vols., 1835-1852), le plus grand dictionnaire d'artiste avant le Thieme-Becker, mais qui était une reprise, certes plus développée d'où le mot « Neues » (nouveau), du Allgemeines Künster-Lexicon (1763) de Johann-Rudolf Füssli ; et Die Monogrammisten (5 vol., 1858-1879), un dictionnaire de monogrammes d'artistes qui a été complété après sa mort. Ses autres écrits incluent une monographie sur Raphaël (1836).
Il est mort le 20 janvier 1866 à Munich.

## Publications
Liste non exhaustive :
- De Rhapsodis. Dissertation, 1829
- Acht Tage in München. Franz, München 1834 (Nachdruck der Auflage von 1863: Gerber, München 1983,  (ISBN 3-87249-067-2))
- Geschichte der Porzellan-Manufaktur zu München. München 1834 (auch in: Bayerische Annalen, Abth. Vaterlandskunde. 1834, Nr. 34–38)
- Neues allgemeines Künstler-Lexicon oder Nachrichten aus dem Leben und den Werken der Maler, Bildhauer, Baumeister, Kupferstecher, Formschneider, Lithographen, Zeichner, Medailleure, Elfenbeinarbeiter, etc.. 22 Bände, Verlag von E. A. Fleischmann, München 1835–1852 (insgesamt 12.500 Seiten)
- Rafael als Mensch und Künstler. Verlag von E. A. Fleischmann, München 1836
- Michel-Angelo Buonarotti als Künstler. Verlag von E. A. Fleischmann, München 1836
- Albrecht Dürer und seine Kunst. Verlag von E. A. Fleischmann, München 1837
- Leben und Werke des Marco-Antonio Raimondi aus Bologna. 1842
- Leben und Werke des Malers und Radirers Rembrandt van Ryn. München 1843
- Beiträge zur älteren Topographie von München. 1847–1850; 2. Auflage als Topographische Geschichte von München und seinen Vorstädten. Franz, München 1863
- Die Monogrammisten und diejenigen bekannten und unbekannten Künstler aller Schulen, welche sich zur Bezeichnung ihrer Werke eines figürlichen Zeichens, der Initialen des Namens, der Abbreviatur desselben &c. bedient haben. 5 Bände zzgl. Generalindex, G. Franz, München 1858–1863 (Band 4 und 5 postum (de), 15.000 Monogramme von 12.000 Künstlern) (Digitalisierte Ausgabe)